# 三亜運動

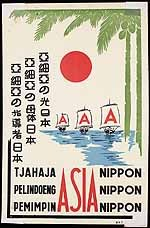
3A運動宣伝ポスター

三亜運動（さんあうんどう）または3A運動は、第二次世界大戦（太平洋戦争）中の日本占領時期のインドネシアにおけるプロパガンダ運動。 1942年4月から9月にかけて実施された。
三亜運動は、日本を「アジアの光の日本」、「アジアの保護者」、「アジアのリーダー」であると宣言するスローガンで知られる。

## 概要
この運動は、インドネシア（当時はオランダ領東インド、「蘭印」）を占領統治した第16軍の宣伝班によって実施された。大東亜共栄圏建設の理念を周知する狙いがあったが、企図は達成できず、半年後に取りやめとなった。

## スローガン
日本語
亜細亜の光　日本（あじあのひかり にっぽん）
亜細亜の母体　日本（あじあのぼたい　にっぽん）
亜細亜の指導者　日本（あじあのしどうしゃ　にっぽん）
インドネシア語
Nippon tjahaja Asia（日本はアジアの光）
Nippon pelindoeng Asia（日本はアジアの守り）
Nippon pemimpin Asia（日本はアジアの盟主）